# Feria de Minerales de Sainte-Marie-aux-Mines

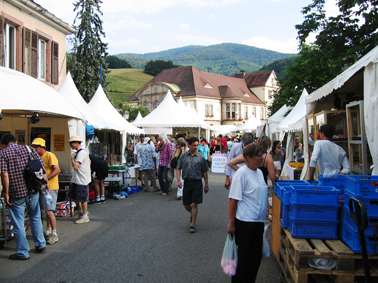
Escena en las calles de Sainte-Marie-aux-Mines durante la feria Euro-mineral, con sus puestos ambulantes de minerales y fósiles.

La Feria de Minerales de Sainte-Marie-aux-Mines, denominada también Euro Mineral, es una manifestación de carácter internacional relacionada con las artes y productos de la minería que tiene lugar en esta localidad francesa, situada en uno de los valles del en la región de Alsacia, en el departamento francés del Alto Rin, cuya economía se centraba antiguamente en la explotaciones de yacimientos de minerales de la región.
La feria se remonta, igual que la Mineralientage (Feria de Minerales de Múnich) a principios de los años 1960, cuando François Lehmann   organiza una pequeña feria de minerales en un reducido local. En un par de años la feria se convierte en un atractivo turístico de la zona y acoge a numerosos coleccionistas italianos, franceses y alemanes. Realmente la feria internacional se inicia en 1966, cuando se consolida en el primer fin de semana de julio. En 1981 el equipo dirigido por Michel Schwab da un punto de vista profesional a la feria. Actualmente, y desde 1992, la feria se celebra la última semana de junio. La feria acoge hoy día más de 900 expositores de 60 países.

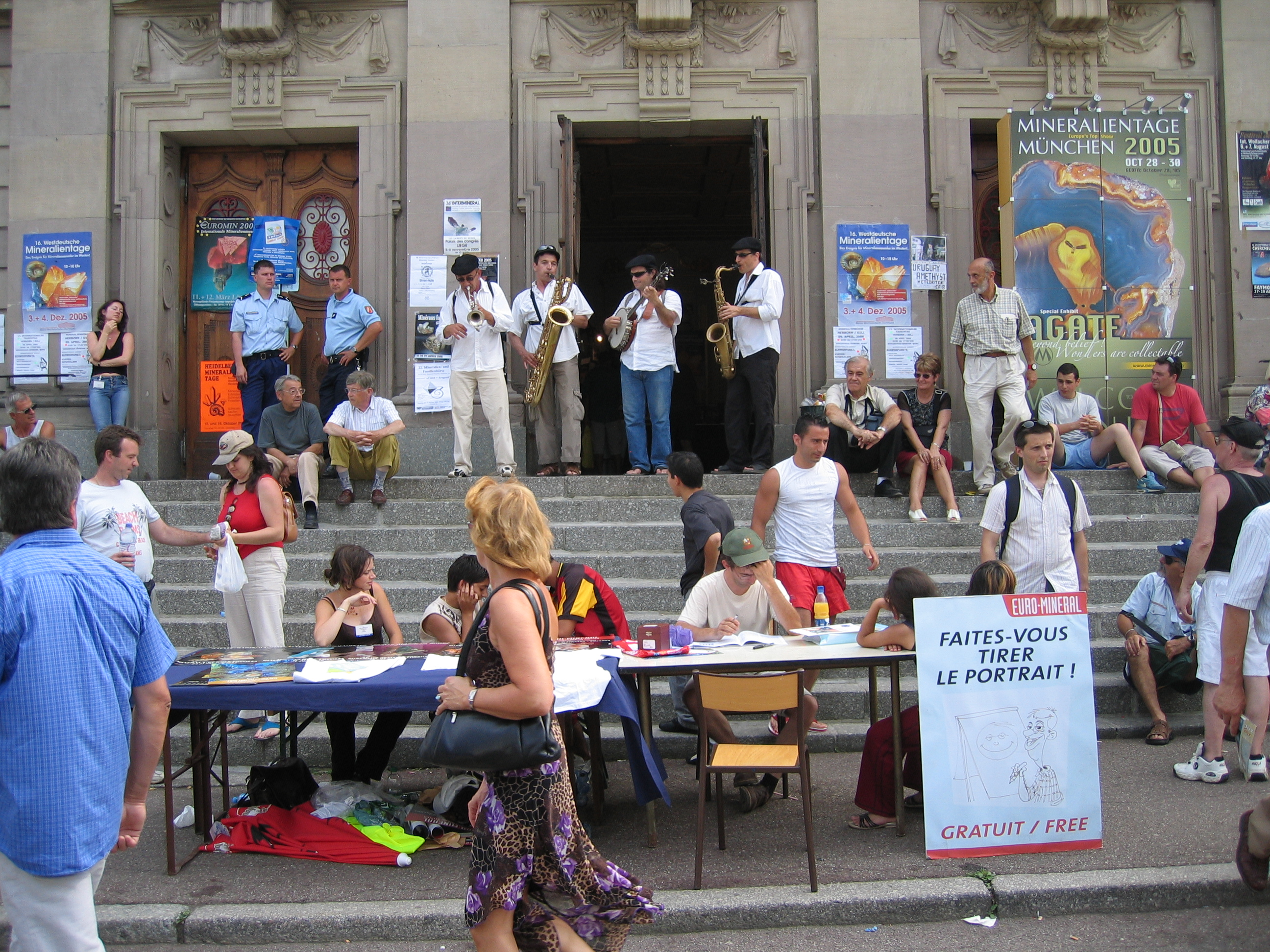
Músicos a las puertas del Teatro de Sainte-Marie-aux-Mines.

## Las calles de Sainte-Marie-aux-Mines
Lo curioso de la feria es su ubicación. A lo largo de una zona delimitada, en las pequeñas calles de Sainte-Marie-aux-Mines, se distribuyen centenares de stands que exponen minerales, fósiles, gemas y piedra elaborada. También algunos edificios de la población como el teatro o la escuela, entre otros, se llenan de expositores. Durante los cuatro días que dura la feria (los dos primeros son para profesionales) también se realizan actividades paralelas como conferencias, talleres y visitas a las minas de esta zona, que se conoce como Val d’Argent (Valle de Plata en francés), el Val d'Argent es uno de los históricamente francófonos ubicados en la vertiente oriental de los Vosgos.
Actualmente el recinto de la feria se divide en el Euro Mineral y el Euro Gem, ubicando los comerciantes de cada especialidad en una zona más o menos determinada. De todas maneras el trazado desordenado de las calles aporta un estilo propio en el que en cualquier rincón puedes encontrar aquella pieza que estabas buscando.
El entorno natural de la población, en un estrecho valle de verdes laderas, y la soleada (a veces) época del año en que se celebra, le confiere un especial atractivo. Destacar los excelentes vinos y una rica gastronomía con carácter entre alemán y francés.